# 神戸市立神港橘高等学校
神戸市立神港橘高等学校（こうべしりつしんこうたちばなこうとうがっこう）は、兵庫県神戸市兵庫区に所在する市立の商業高等学校。神戸市立神港高等学校と神戸市立兵庫商業高等学校が併合し、2016年に開校した(両高校は最後の卒業生をもって閉校)、兵庫県で最も大規模な商業高校である。

## 概要
「ひと」を「たから」ととらえ、神戸を愛し、支える「人財」を地域とともに育てることをコンセプトとする。

### 特色
週当たり32時間の授業を展開し、高い専門性と確かな学力を育成する。
- 1年次は、少人数授業・習熟度数授業・目標別授業を展開し、基礎的・基本的な学力の定着を図る。
- 2年次は、「会計類型」、「情報類型（システム開発／システム活用）に分かれ、高い専門性を図る。
- 3年次は、多様な選択科目を配置し、希望する進路（進学・就職）の実現を図る。

### 教育目標
<MIRAI Ⅰ>
Management 自律した生活を営む力
Information 情報処理に関する知識・技能
Research マーケティングに関する知識・技能
Account 簿記・会計に関する知識・技能
Innovation 新しい発想で考える力
などの力や専門的な知識・技能の習得
<MIRAI Ⅱ>
Moral 寛容な心と態度を備えた人
International 豊かな国際性を備えた人
Relation 人間関係構築を備えた人
Action 進取の意気を備えた人
Intelligence 深い知性と品格を備えた人
など、人間力を備えた「人財」の育成

### 全商検定
- この学校は、全商商業経済検定の兵庫県本部校であるものの、全商検定全てにおいて、一般受入れは実施していない。

## 沿革

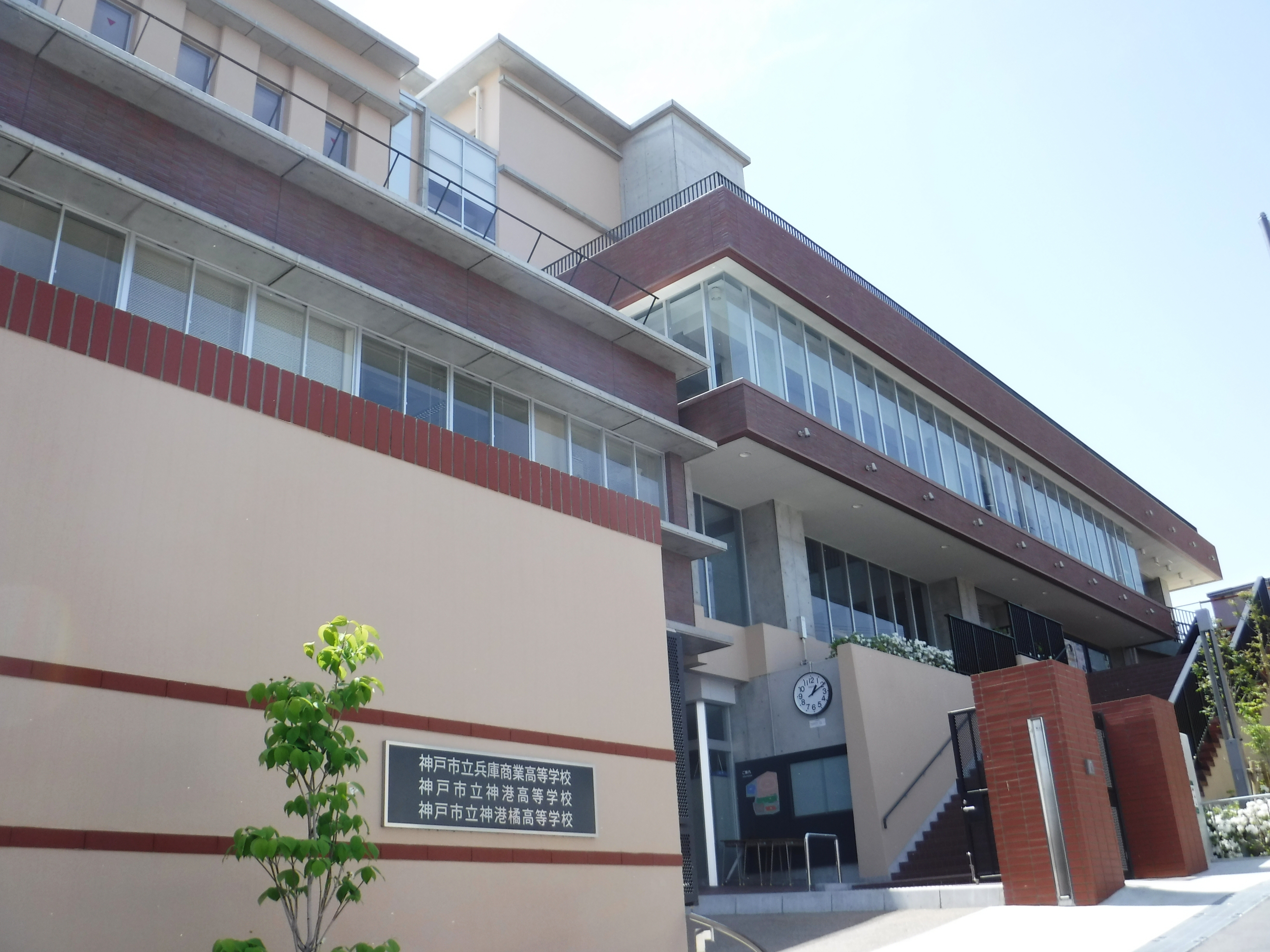
3校並記の校名標（2017年5月）

- 2016年4月1日 - 神戸市立神港高等学校と神戸市立兵庫商業高等学校を統合再編して創立。
- 2018年3月31日 - 神港高校と兵庫商業高校が閉校。

## 基礎データ

### 所在地
- 兵庫県神戸市兵庫区会下山町3丁目16番1号

### 通学区域
- 兵庫県
  - 県下全域

### アクセス
- 神戸市営地下鉄西神・山手線上沢駅より徒歩3分
- 阪神電鉄神戸高速線大開駅より徒歩7分
- JR神戸線兵庫駅より徒歩15分

### 校訓
課題解決型教育を軸としたキャリア教育を系統的に展開し、人間力としての社会的実践力の育成を図る。
- 進取の意気
- 寛容な態度
- 自律の精神

## 部活動

### 運動部
- 硬式野球部（男）
- サッカー部（男）
- 陸上競技部
- ソフトテニス部
- 体操部
- 柔道部
- 卓球部
- ダンス部（女）
- バレーボール部（女）
- バスケットボール部
- ハンドボール部（女）
- ソフトボール部（女）

### 文化部
- 吹奏楽部
- 茶華道部
- 美術部
- 軽音楽部
- 漫画研究部
- 書道部
- 放送部
- 商業部
- OA部
- 情報研究部

### 特色部
- 龍獅團

### 同好会
- 水泳同好会
- 家庭科同好会

## 著名な出身者
- 金丸夢斗 (プロ野球選手)